# Chaux d'Abel
Le Chaux d'Abel est un fromage à pâte pressée cuite de Suisse.

## Origine
Le Chaux d'Abel est originaire du village homonyme, situé au pied des Franches-Montagnes. Tout d'abord produit uniquement en grande taille sous le nom générique de « Jura » et connu dans une zone couvrant les Franches-Montagnes, le Jura bernois et les montagnes neuchâteloises, il existe également sous une forme plus petite depuis les années 1950 et sa création à la fromagerie de la Chaux-d'Abel. Ce village et la Fromagerie Zimmermann situés sur le territoire de la commune de Sonvilier (voir carte des communes) dans le canton de Berne, est l'unique lieu de production du fromage.

## Production
Fabriqué artisanalement et uniquement avec du lait cru provenant de vaches laitières nourries au pâturage jurassien selon une recette traditionnelle, il est affiné pendant deux mois et demi sur son lieu de production.

## Sources
1. ↑  « Chaux d'Abel (Grand, Petit) », sur Patrimoine culturel de la Suisse, 1er août 2010
2. ↑  « Un peu d'histoire », sur La Chaux-d'Abel, fromagerie Zimmermann, 1er août 2010
3. ↑  Fromage Chaux-d'Abel, terroir-juraregion.ch, consulté le 13 décembre 2012.
4. ↑  « Fromage Chaux d'Abel », sur Jura bernois, 1er août 2010